# Tynkowo (obwód Burgas)
Tynkowo (bułg. Тънково) – wieś w Bułgarii, w obwodzie Burgas, w gminie Nesebyr. W 2023 roku liczyła 1472 mieszkańców.